# Agrilus exiguellus
Agrilus exiguellus é uma espécie de escaravelho perfurador de madeira metálico da família Buprestidae. É conhecida a sua existência na América do Norte.